# MAER
MAER is een historisch, waarschijnlijk Duits motorfietsmerk dat vanaf 1978 123- en 246 cc motorcross-, trial- en enduromachines bouwde.